# Завала (Јелса)
Завала је насељено место у саставу општине Јелса, на острву Хвару, Сплитско-далматинска жупанија, Република Хрватска.

## Историја
До територијалне реорганизације у Хрватској налазила се у саставу старе општине Хвар.

## Становништво
На попису становништва 2011. године, Завала је имала 156 становника.
| Број становника по пописима | Број становника по пописима | Број становника по пописима | Број становника по пописима | Број становника по пописима | Број становника по пописима | Број становника по пописима | Број становника по пописима | Број становника по пописима | Број становника по пописима | Број становника по пописима | Број становника по пописима | Број становника по пописима | Број становника по пописима | Број становника по пописима | Број становника по пописима |
| --------------------------- | --------------------------- | --------------------------- | --------------------------- | --------------------------- | --------------------------- | --------------------------- | --------------------------- | --------------------------- | --------------------------- | --------------------------- | --------------------------- | --------------------------- | --------------------------- | --------------------------- | --------------------------- |
| 1857                        | 1869                        | 1880                        | 1890                        | 1900                        | 1910                        | 1921                        | 1931                        | 1948                        | 1953                        | 1961                        | 1971                        | 1981                        | 1991                        | 2001                        | 2011                        |
| 0                           | 0                           | 97                          | 123                         | 132                         | 185                         | 0                           | 0                           | 41                          | 137                         | 132                         | 95                          | 100                         | 110                         | 144                         | 156                         |

Напомена: Од 1991. исказује се као самостално насеље настало издвајањем дела насеља Питве. У 1857, 1869, 1921. и 1931. подаци су садржани у насељу Питве. У 1880. и 1890. исказивано под именом Заћа, у 1900. и 1910. Плажа Заћа, а у 1948. и 1953. Питовска Плажа.

### Попис1991.
На попису становништва 1991. године, насељено место Завала је имало 110 становника, следећег националног састава:
| Попис 1991.‍  | Попис 1991.‍  | Попис 1991.‍ | Попис 1991.‍ | Попис 1991.‍ |
| ------------ | ------------ | ----------- | ----------- | ----------- |
|              |              |             |             |             |
| Хрвати       | Хрвати       |             | 104         | 94,54%      |
| Немци        | Немци        |             | 1           | 0,90%       |
| неопредељени | неопредељени |             | 2           | 1,81%       |
| непознато    | непознато    |             | 3           | 2,72%       |
| укупно: 110  |              |             |             |             |